# Acrolophus maculata
Acrolophus maculata är en fjärilsart som beskrevs av Walsingham 1887. Acrolophus maculata ingår i släktet Acrolophus och familjen Acrolophidae. Inga underarter finns listade i Catalogue of Life.